# Міхаель Бауер
Міхаель Бауер (нім. Michael Bauer; 24 лютого 1895, Герцогенаурах, Німецька імперія — 15 лютого 1943, РРФСР) — німецький офіцер, оберст вермахту. Кавалер Лицарського хреста Залізного хреста.
Загинув у бою як командир 488-го піхотного полку.

## Нагороди
- Залізний хрест 2-го і 1-го класу
- Орден «За заслуги» (Баварія) 4-го класу (15 листопада 1915)
- Нагрудний знак «За поранення» в чорному (4 липня 1918)
- Почесний хрест ветерана війни з мечами (24 жовтня 1935)
- Застібка до Залізного хреста 2-го і 1-го класу
- Німецький хрест в золоті (26 грудня 1941) — як майор і командир 3-го батальйону 499-го піхотного полку 268-ї піхотної дивізії.
- Лицарський хрест Залізного хреста (2 лютого 1942) — як майор і командир 1-го батальйону 499-го піхотного полку 268-ї піхотної дивізії.